# Кинескопный видеопроектор
Кинескопный видеопроектор или CRT-проектор (от англ. Cathode Ray Tube, CRT — электронно-лучевая трубка) — разновидность видеопроектора, источником света в котором являются люминофор одного или нескольких кинескопов с повышенной яркостью свечения. До конца XX века видеопроекторы этого типа получили наиболее широкое распространение в небольших аудиториях, поскольку светоклапанные устройства типа «Эйдофор» были чрезвычайно громоздки, дороги и требовали квалифицированного обслуживания.

## Принцип действия
В чёрно-белых проекторах этого типа изображение небольшого размера создаётся на экране кинескопа с диагональю от 7 до 12 дюймов, а затем увеличивается на большом экране с помощью оптической системы. В цветных видеопроекторах используются три кинескопа с разным цветом свечения люминофора: красным, зелёным и синим. Каждый из кинескопов воспроизводит одно из трёх частичных цветоделённых изображений, которые оптически совмещаются на экране с помощью объективов. В большинстве случаев каждый из кинескопов оснащается индивидуальной оптической системой, чаще всего катадиоптрического типа. Это объясняется более высокой световой эффективностью зеркально-линзовых систем, превосходящих по этому параметру линзовые в 3 раза.
Впервые принцип трёх кинескопов был использован в экспериментальной системе цветного телевидения, созданной компанией RCA в 1947 году. Однако, массовое производство подобных устройств было налажено лишь в 1972 году фирмами Sony и Advent. Принципиальным ограничением такой системы является предельная яркость и размер изображения, площадь которого обычно не превышает 12 квадратных метров. Причина этого кроется в соотношении между яркостью свечения люминофора и сроком службы кинескопа. При слишком высокой яркости долговечность резко снижается, и кроме того возрастает опасность появления тормозного излучения из-за высокого анодного напряжения трубок, достигающего 50 киловольт. Наиболее высокой световой эффективности удалось добиться в видеопроекторах системы NovaBeam, реализованной в 1979 году американцем Генри Клоссом. Зеркально-линзовую оптику начали встраивать непосредственно в каждый из кинескопов, повышая световую эффективность, и исключая большинство юстировок. Видеопроекторы этого типа давали качественное изображение на экранах с диагональю до 3 метров.
Ограничение яркости и размера экрана отсутствует в светоклапанных проекторах с мощной лампой в качестве источника света. Современные светоклапанные видеопроекторы с DLP или LCoS матрицами свободны от этих ограничений, а яркость и размер даваемого ими изображения зависят только от мощности осветительной системы. В настоящее время видеопроекторы с кинескопами повышенной яркости считаются устаревшими.

## Достоинства и недостатки
По сравнению с другими типами проекторов для кинескопных характерна долговечность, достигающая 10 тысяч часов непрерывной эксплуатации. Наиболее дорогие модели воспроизводят изображение с высокой чёткостью, доходящей до 1920×1200 точек при качественном воспроизведении цветовых оттенков. Существуют образцы и с более высоким разрешением. По сравнению с современными проекторами на основе DLP и LCD кинескопные значительно лучше воспроизводят чёрный цвет, обеспечивая глубокие насыщенные тени. Демонстрация видео с чересстрочной развёрткой может вестись напрямую, без снижения качества цепями деинтерлейсинга. Кроме того, быстродействие кинескопов практически не ограничено, исключая проблему запаздывания и появления «шлейфов» от быстродвижущихся объектов. Кинескопные видеопроекторы свободны от «эффекта радуги», характерного для одноматричных DLP-проекторов.
Недостатки заключаются в громоздкости проектора и сложности юстировки оптики при его установке. Плохая настройка приводит к появлению у предметов на краях изображения цветных контуров, обусловленных неточностью совмещения растров трёх кинескопов. Кроме того, в процессе эксплуатации настройки сбиваются, требуя повторных регулировок. Яркость изображения на экране ниже, чем у более современных и компактных DLP и LCD проекторов, оснащённых мощной лампой. Из-за этого в большинстве случаев комфортный просмотр изображения на экране возможен только в хорошо затемнённом помещении. При этом энергопотребление кинескопных проекторов значительно выше, а кинескопы подвержены эффекту выгорания люминофора. Явление особенно заметно при переходе на формат с редко использующимся соотношением сторон экрана, например на классический после широкоэкранного. При этом хорошо заметна повышенная яркость изображения в местах постоянного присутствия экранного каше, где люминофор выгорает менее интенсивно.